# Église Saint-Hilaire de Reilhac (Lot)
L'église Saint-Hilaire de Reilhac est une église catholique située à Reilhac, dans le département du Lot, en France.

## Localisation
L'église est située dans le département français du Lot sur le territoire de la commune de Reilhac.

## Historique
Guillaume Lacoste indique qu'en 889, le roi Eudes, après avoir remporté une bataille contre les Vikings à Montfaucon en 888, s'est trouvé en butte aux barons de l'Aquitaine et du Poitou qui soutiennent Ranulphe II. Il a pris Poitiers et a donné le comté à son frère Robert et a confirmé le don de Reilhac au monastère Saint-Hilaire de Poitiers fait par le comte Ebles Ier.
En 1146, l'église est mentionnée comme une dépendance de l'abbaye Saint-Sauveur de Figeac tandis que la paroisse est à la collation de l'évêque.
L'appareillage de l'église montre son évolution depuis le XIIe siècle :
- il subsiste de l'église du XIIe siècle l'abside en hémicycle précédé d'une travée droite ;
- reconstruction de la nef et construction d'une chambre de refuge au-dessus de l'abside au début du XIVe siècle et aux prémices de la guerre de Cent Ans ;
- construction du clocher barlong contre la chambre de refuge après la guerre, dans la seconde moitié du XVe siècle ou au début du XVIe siècle au-dessus de la nef qui est alors voûtée d'un berceau brisé. Une deuxième travée est ajoutée à la nef, croisée d'ogives ;
- la nef est agrandie au XVIIIe siècle ;
- construction de deux chapelles latérales nord et sud en 1838-1839 donnant à l'église un plan de croix latine.

L'édifice a été inscrit au titre des monuments historiques le 21 octobre 1925.
Plusieurs objets sont référencés dans la base Palissy.

## Vitraux
L'église a été décorée de plusieurs vitraux au XIXe siècle et au XXe siècle :
- apparition de la Vierge à Bernadette Soubirous,
- oculus représentant l'ermite saint Namphaise,
- vitrail Dieu et Patrie représentant un poilu de la Première Guerre mondiale expirant dans les bras d'un ange, signé de l'atelier de Louis Saint-Blancat, 1924.